# دينيس كلارك
دينيس كلارك (بالإنجليزية: Denis Clarke)‏ (10 سبتمبر 1959 بأثلون في جمهورية أيرلندا - ) هو لاعب كرة قدم أيرلندي في مركز الوسط. لعب مع بولتون واندررز ومانشستر سيتي ونادي شامروك روفرز ونادي يميريك ونادي فين هاربز ونادي غالواي ‏ ودوري أيرلندا الحادي عشر ‏ وأثلون تاون ‏ وغالواي يونايتد ‏.

## وصلات خارجية
- دينيس كلارك على موقع قاعدة بيانات كرة القدم.إي يو (الإنجليزية)